# Zenko's Graffity Shuttle
Zenko's Graffity Shuttle (eerder Lollige Lilly) is een vliegend Tapijt-attractie in familiepretpark Walibi Holland in Biddinghuizen.

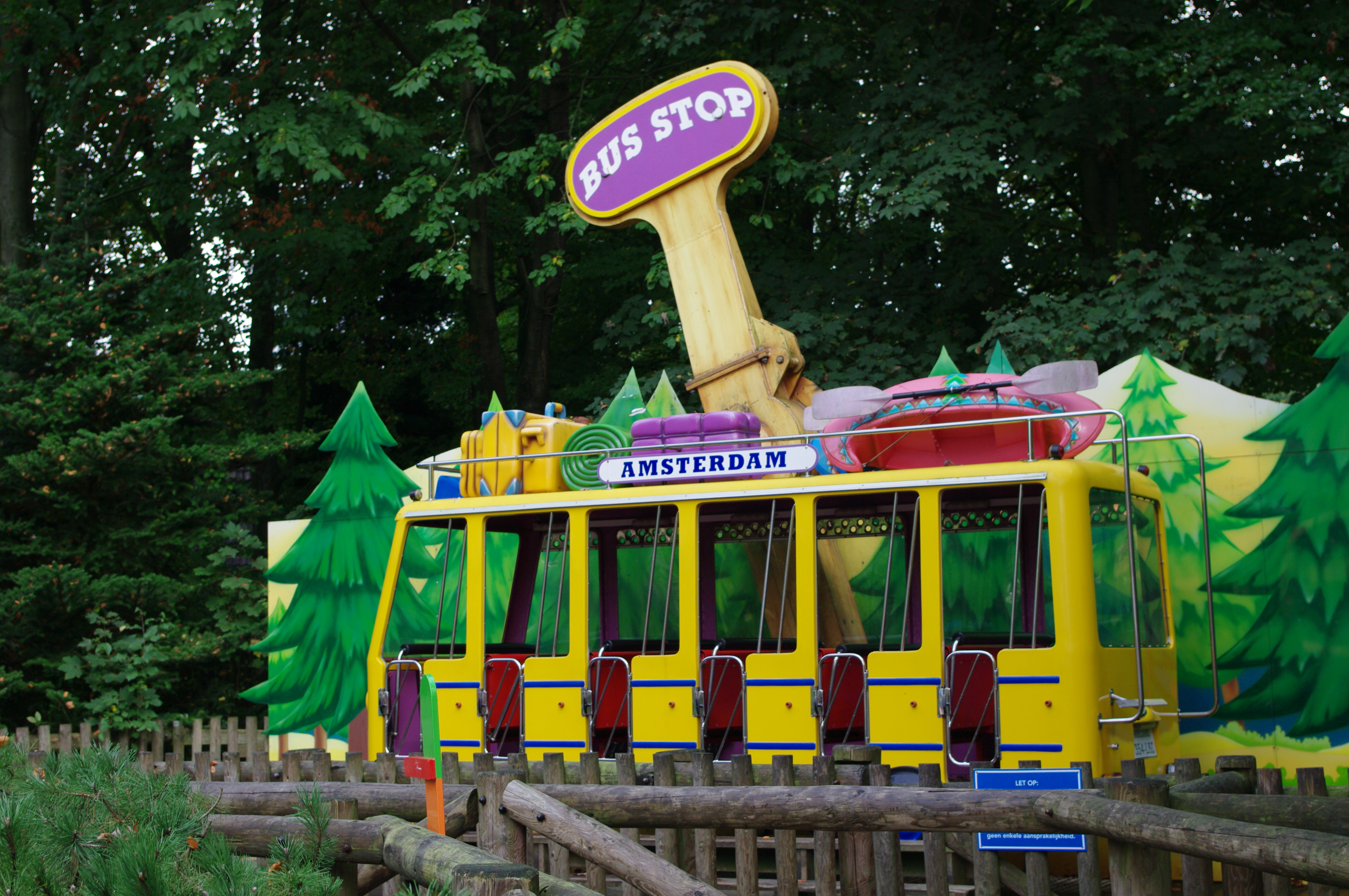
Lollige Lilly

Zenko's Graffity Shuttle is door SBF Visa gebouwd in 2000 en is gesitueerd in Walibi Play Land.
Afbeeldingen · Lijst van attracties